# 菊地勝志郎
菊地 勝志郎（きくち かつしろう、1920年（大正9年）4月10日 - 2011年（平成23年）6月8日）は、日本の政治家。茨城県取手市長（4期）。

## 来歴
茨城県北相馬郡藤代町（現・取手市）出身。1938年旧制茨城県立龍ヶ崎中学校（現・茨城県立竜ヶ崎第一高等学校・附属中学校）卒業。卒業後は朝鮮総督府鉄道局、川崎銀行、東晃製機を経て、菊地園芸を創業する。県造園建設協会を結成し、会長となる。その後取手市農業協同組合長となり、1979年取手市長に当選。4期務め、1995年に退任した。同年勲四等瑞宝章を受章した。2011年に死去した。